# 铁山乡 (上饶市)
铁山乡，是中华人民共和国江西省上饶市广信区下辖的一个乡镇级行政单位。

## 行政区划
铁山乡下辖以下地区：
铁山村、西岩村、九狮畲族村、小溪村和大溪村。